# إلينا بينيتيز موراليس
إلينا بينيتيث موراليس (بالإسبانية: Elena Benítez Morales، ولدت في 26 أكتوبر 1966، باريس، فرنسا) لاعبة تايكوندو إسبانية.
حصلت على الميدالية الذهبية في بطولات العالم للتايكوندو عام 1999، وعلى ميداليتين ذهبيتين في بطولات أوروبا للتايكوندو.

## إنجازاتها

### بطولة العالم للتايكوندو
- 1989 سيول  كوريا الجنوبية:  ميدالية برونزية في وزن تحت 60 كغم.
- 1999 إدمنتون  كندا:  ميدالية ذهبية في وزن تحت 67 كغم.

### بطولة أوروبا للتايكوندو
- 1986 باتراس  النمسا:  ميدالية برونزية في وزن تحت 60 كغم.
- 1990 آرهوس  الدنمارك:  ميدالية برونزية في وزن تحت 60 كغم.
- 1994 زغرب  كرواتيا:  ميدالية فضية في وزن تحت 65 كغم.
- 1996 هلسينكي  فنلندا:  ميدالية ذهبية في وزن تحت 65 كغم.
- 1998 آيندهوفن  هولندا:  ميدالية ذهبية في وزن تحت 67 كغم.
- 2000 باتراس  اليونان:  ميدالية فضية في وزن تحت 67 كغم.

## روابط خارجية
- إلينا بينيتيز موراليس على موقع TaekwondoData.com (الإنجليزية)
- إلينا بينيتيز موراليس على موقع اللجنة الأولمبية الدولية (الإنجليزية)
- إلينا بينيتيز موراليس على موقع اللجنة الأولمبية الدولية (الإنجليزية)
- إلينا بينيتيز موراليس على موقع أوليمبيديا (الإنجليزية)